# Verzelfstandiging
Verzelfstandiging bij de overheid is het proces waarbij een overheidsbedrijf wordt omgevormd in een zelfstandig publiekrechtelijk of privaatrechtelijk bedrijf. Het wordt dan bestuurd door een eigen directie en niet meer door (top)ambtenaren. Het bedrijf functioneert geheel zelfstandig en is niet meer een onderdeel van een overheid. De werknemers verliezen bij de privaatrechtelijke variant de ambtenarenstatus.
Verzelfstandiging kan een eerste stap zijn op weg naar (deelse) privatisering, waarbij de overheid de aandelen (deels) verkoopt aan de particuliere sector.
Een verzelfstandigd overheidsbedrijf wordt in de Angelsaksische wereld, en daarbuiten, quango (quasi-autonome niet-gouvernementele organisatie) genoemd.

## Nederland
In Nederland is het mogelijk een onderdeel van de Rijksoverheid te verzelfstandigen in de vorm van een zelfstandig bestuursorgaan (zbo). Dit is het onder meer het geval als een zbo wettelijke taken blijft verrichten. Voorbeelden daarvan zijn Staatsbosbeheer en het Centraal Bureau voor de Statistiek (CBS). Een zbo wordt tegenwoordig alleen ingesteld als publiekrechtelijk orgaan. De medewerkers blijven dan ambtenaar in de zin van de Ambtenarenwet. Slechts bij hoge uitzondering wordt een zbo privaatrechtelijk vormgegeven. Als dat gebeurt, wordt meestal een stichting opgericht, al wordt er soms gekozen voor een nv. De betreffende overheid bezit alle aandelen van de naamloze vennootschap en kan op deze wijze toch invloed op het bedrijf uitoefenen.
In sommige gevallen kan een voormalig staatsbedrijf gebruik blijven maken van overheidsdiensten, zoals het raadplegen van strafregisters etc. Zo kon TNT Post bij het selecteren van nieuw personeel als voormalig staatsbedrijf direct bij justitie nagaan of iemand in aanraking met justitie was geweest.

## Oorzaken en gevolgen

### (Potentieel) efficiëntie verhogen
Een belangrijke reden voor verzelfstandiging is afstand creëren tussen overheid en dienstverlening. Die afstand creëert autonomie, wat potentieel efficiëntie kan verhogen, omdat het dienstverlening beschermt tegen gebruik of misbruik voor politieke doeleinden. Die autonomie kan daarentegen ook voor inefficiëntie zorgen, omdat het voor de overheid regulering moeilijker maakt. Het bewijs is gemengd.

### Een stap richting privatisering of hybride organisaties
Alhoewel privatisering en verzelfstandiging aparte fenomenen zijn (het eerste betreft private bedrijven en het andere publieke bedrijven), is het relatief gemakkelijk om na verzelfstandiging een dienst (gedeeltelijk) te privatiseren, door de aandelen (deels) te verkopen. Soms (bijvoorbeeld in Nederland in de watervoorziening) zijn hier wetten tegen.
Verzelfstandiging kan ook een stap zijn richting de creatie van hybride organisaties voor publieke dienstverlening, zoals publiek-private samenwerkingen of intergemeentelijke diensten.

## Parlementair onderzoek
De Eerste Kamer stelde in 2012 een parlementair onderzoek in naar privatisering en verzelfstandiging van overheidsdiensten in de periode 1990-2010. Het Parlementair onderzoek privatisering/verzelfstandiging overheidsdiensten en de kamerbehandeling vonden plaats in 2012. In 2014 volgde nog een debat over de kabinetsreactie.

## Bedrijfsleven
Verzelfstandiging bij het particuliere bedrijfsleven houdt in dat een bedrijf, nadat het een bepaalde activiteit tot ontwikkeling heeft gebracht, deze ontwikkeling onderbrengt in een eigen bedrijf dat voor de markt gaat produceren en niet meer uitsluitend voor het moederbedrijf. In dit verband spreekt men ook wel van spin-off.
Een concern als het Nederlandse Philips heeft bijvoorbeeld, terwijl het zich meer en meer ging concentreren op zijn kernactiviteiten, een groot aantal spin-offbedrijven het licht doen zien. Sommige daarvan, zoals ASML, zijn als zodanig weer grote bedrijven geworden.

## Sectoren

### Nationaal
Landelijk is er het vaakst verzelfstandigd in:
- Spoorwegen
- Wegen, bijvoorbeeld tolwegen
- Elektriciteit
- Telecommunicatie

### Lokaal
Lokaal is er het vaakst verzelfstandigd in:
- Water
- Busdiensten
- Afvalinzameling